# Ritratto di vecchia (Mariani)
Ritratto di vecchia è un dipinto a olio su tela e misura cm 63x48 eseguito nel 1888 dal pittore italiano Pompeo Mariani.
È conservato nei Musei Civici di Monza.
Questo quadro è stato realizzato durante uno dei numerosi viaggi a Genova.